# Persone di nome Peter/Politici
| Questa pagina contiene informazioni ricavate automaticamente dalle voci biografiche con l'ausilio del template Bio e di un bot. L'aggiornamento è periodico e automatico e ricostruisce completamente la pagina. Se manca una persona in questa lista, sei pregato di non aggiungerla, ma accertati piuttosto che la sua voce biografica contenga il template Bio e che i dati anagrafici siano correttamente compilati. Se il template Bio manca, inseriscilo tu stesso o, in alternativa, metti l'avviso {{tmp\|Bio}} che ne segnala la mancanza. Se i dati riportati sono sbagliati, correggi direttamente la voce biografica; le modifiche saranno visibili in questa lista entro pochi giorni. Per chiarimenti vedi il progetto antroponimi. La lista contiene solo le 60 persone che sono citate nell'enciclopedia e per le quali è stato implementato correttamente il template Bio. Pagina aggiornata al 22 gen 2025. |

Questa è una lista di persone presenti nell'enciclopedia che hanno il nome Peter e sono politici.

## A(4)
- Pete Aguilar, politico statunitense (Fontana, n. 1979)
- Peter Adler Alberti, politico danese (Copenaghen, n. 1851 - Copenaghen, † 1932)
- Peter Altmaier, politico tedesco (Ensdorf, n. 1958)
- Peter Altmeier, politico tedesco (Saarbrücken, n. 1899 - Coblenza, † 1977)

## B(6)
- Peter Georg Bang, politico e giurista danese (Copenaghen, n. 1797 - Copenaghen, † 1861)
- Peter J. Biondi, politico statunitense (Newark, n. 1942 - Somerville, † 2011)
- Peter Bosa, politico e dirigente sportivo italiano (Camino al Tagliamento, n. 1927 - Toronto, † 1998)
- Peter Brugger, politico italiano (Valle Aurina, n. 1920 - Bolzano, † 1986)
- Peter Hardeman Burnett, politico statunitense (Nashville, n. 1807 - San Francisco, † 1895)
- Pete Buttigieg, politico e ufficiale statunitense (South Bend, n. 1982)

## C(3)
- Peter Caruana, politico gibilterriano (Gibilterra, n. 1956)
- Peter Cosgrove, politico e generale australiano (Sydney, n. 1947)
- Peter Costello, politico australiano (Melbourne, n. 1957)

## D(3)
- Peter DeFazio, politico statunitense (Needham, n. 1947)
- Peter Deutsch, politico e avvocato statunitense (New York, n. 1957)
- Eduard Dingeldey, politico e avvocato tedesco (Gießen, n. 1886 - Heidelberg, † 1942)

## E(1)
- Peter Early, politico statunitense (Madison, n. 1773 - Contea di Greene, † 1817)

## F(6)
- Peter Falck, politico, diplomatico e umanista svizzero (Friburgo - Rodi, † 1519)
- Peter Feldmann, politico tedesco (Helmstedt, n. 1958)
- Peter Fitzgerald, politico statunitense (Elgin, n. 1960)
- Norman Fowler, barone Fowler, politico britannico (Chelmsford, n. 1938)
- Peter Fraser, politico neozelandese (Tain, n. 1884 - Wellington, † 1950)
- Peter Frelinghuysen, Jr., politico statunitense (New York, n. 1916 - Harding, † 2011)

## G(3)
- Peter Gajdoš, politico slovacco (Nitra, n. 1959)
- Peter Z. Geer, politico statunitense (Colquitt, n. 1928 - Colquitt, † 1997)
- Peter Grant, politico scozzese (Coatbridge, n. 1960)

## H(1)
- Peter Hoagland, politico statunitense (Omaha, n. 1941 - Washington, † 2007)

## K(4)
- Peter Kaiser, politico austriaco (Klagenfurt am Wörthersee, n. 1958)
- Peter Kerr, XII marchese di Lothian, politico scozzese (n. 1922 - † 2004)
- Peter T. King, politico statunitense (New York, n. 1944)
- Peter H. Kostmayer, politico statunitense (New York, n. 1946)

## L(1)
- Peter Lundgren, politico svedese (Bjuv, n. 1963)

## M(6)
- Peter Mandelson, politico e ambasciatore britannico (Londra, n. 1953)
- Peter Meijer, politico, imprenditore e ex militare statunitense (Grand Rapids, n. 1988)
- Peter Mertens, politico belga (Anversa, n. 1969)
- Peter Minuit, politico olandese (Wesel, n. 1580 - Saint Kitts, † 1641)
- Peter Mafany Musonge, politico camerunese (n. 1942)
- Peter Mutharika, politico malawiano (Chisoka, n. 1940)

## O(2)
- Peter O'Neill, politico papuano (Ialibu, n. 1965)
- Pete Olson, politico statunitense (Fort Lewis, n. 1962)

## P(2)
- Peter Pellegrini, politico slovacco (Banská Bystrica, n. 1975)
- Peter Buell Porter, politico statunitense (Salisbury, n. 1773 - Niagara Falls, † 1844)

## R(3)
- Peter Robinson, politico britannico (Belfast, n. 1948)
- Peter Wallace Rodino Jr., politico e avvocato statunitense (Newark, n. 1909 - West Orange, † 2005)
- Peter Roskam, politico e avvocato statunitense (Hinsdale, n. 1961)

## S(8)
- Peter Schmidhuber, politico tedesco (Monaco di Baviera, n. 1931 - † 2020)
- Peter F. Secchia, politico, imprenditore e diplomatico statunitense (Englewood, n. 1937 - East Grand Rapids, † 2020)
- Pete Sessions, politico statunitense (Waco, n. 1955)
- Peter Shumlin, politico statunitense (Brattleboro, n. 1956)
- Peter Plympton Smith, politico statunitense (Boston, n. 1945)
- Pete Stauber, politico e ex hockeista su ghiaccio statunitense (Duluth, n. 1966)
- Peter Stuyvesant, politico e mercante olandese (Peperga, n. 1612 - New York, † 1672)
- Peter Sutherland, politico e dirigente d'azienda irlandese (Dublino, n. 1946 - Dublino, † 2018)

## T(1)
- Peter Tschentscher, politico tedesco (Brema, n. 1966)

## V(3)
- Peter Van Rompuy, politico belga (Uccle, n. 1980)
- Peter Vanvelthoven, politico belga (Lommel, n. 1962)
- Pete Visclosky, politico e avvocato statunitense (Gary, n. 1949)

## W(3)
- Peter Welch, politico e avvocato statunitense (Springfield, n. 1947)
- Pete Wilson, politico statunitense (Lake Forest, n. 1933)
- Peter Witt, politico statunitense (Cleveland, n. 1869 - † 1948)